# Секст Клелій
Секст Клелій (лат. Sextus Cloelius, бл. 90 до н. е. — після 44 до н. е.) — політичний діяч часів пізньої Римської республіки.

## Життєпис
Про походження немає відомостей. За однією з версій був спочатку рабом у родині Клеліїв. Потім не відомо за незрозумілих обставин став клієнтом Публія Клавдія Пульхра (майбутнього Клодія), народного трибуна. За іншою версією походив зі збіднілої гілки патриціанського роду Клеліїв, проте внаслідок повного зубожіння прибився до роду Клавдіїв.
З початком політичної кар'єри Клодія як трибуна стає наближеною особою. 1 січня 58 до н. е. за дорученням останнього влаштував Компітальські ігри. Займався складанням законопроєктів Клодія (що свідчить про правову освіту Клелія) і реалізацією його хлібного закону, брав участь у знесенні будинку Цицерона, портика Катула і підпалі державного архіву. В інтересах Клодія організовував масові заворушення і втечу вірменського царевича Тиграна.
У 56 до н. е. було звинувачений Аннієм Мілоном в насильстві, але виправдано трьома голосами. Після вбивства Клодія у лютому 52 до н. е. організував народний заколот, розпорядився принести тіло Клодія в курію Гостілія і спалити його разом з будівлею. За ці дії був звинувачений в насильстві Гаєм Цезенніем Філоном і Марком Альфідієм та засуджений переважною більшістю голосів до вигнання.
У 44 до н. е. повернутий з вигнання Марком Антонієм, нібито відповідно до розпорядження Гая Юлвя Цезаря. Подальша доля невідома.